# 贵州师范学院
贵州师范学院，简称贵州师院，前称贵州教育学院，创建于1978年，建立之初为专科学校，后发展为本科大学。文革时期，为加强师资培训工作，贵州省教育局决定建立贵州教育学院。2009年，更名为贵州师范学院。
贵州师范学院是区域知名大学，入选“中西部高校基础能力建设工程”。

## 学校现状

### 院系设置
商学院、马克思主义学院、教育科学学院、体育学院、文学与传媒学院、外国语学院、历史与档案学院、数学与大数据学院、物理与电子科学学院、化学与材料学院、地理与资源学院、生物科学学院、旅游文化学院、音乐舞蹈学院、美术与设计学院、创新创业学院、继续教育学院、研究生院

### 研究机构
贵州师范学院设立了多个研究机构，如贵州民族学与人类学高等研究院、中国山地民族研究中心、贵州师范学院创新科技研究院、贵州省纳米材料模拟与计算重点实验室、贵州教育发展研究中心等。

## 文化传统

### 校徽
校徽由圆形蓝色图案为背景，蓝色背景图案中间印有一个由三条长条形长度不等缺口的钟磬，蓝色背景图案上方环绕有毛体“贵州师范学院”字样，下方环绕Guizhou Education University，学校英文名，外围有蓝色圆形镶边。